# 高校大パニック
『高校大パニック』（こうこうだいぱにっく）は、1978年に公開された日本の映画作品。1976年に8ミリ自主映画用に制作された同名作品を日活で劇場用35ミリでリメイクした。同時上映は『帰らざる日々』。本項では8ミリ作品についても述べる。

## 概要
福岡博多の名門高校を舞台に、受験地獄を呪う若者達の叫びと過剰な受験ストレスが爆発し、銃を持った一人の生徒の反乱と叫びを描く。学生達の8ミリ自主映画グループ“狂映舎”と日活のスタッフがジョイントして製作、原案、監督に“狂映舎”のメンバーが参加している。当時のキャッチコピーは、劇中のセリフから引用した「数学できんが、なんで悪いとや!」。映画化を申し入れたにっかつは、監督もやらせて欲しいという狂映舎側の要求を受け入れ、ベテラン澤田幸弘との共同ではあるが、弱冠21歳の石井聰亙を監督に迎え入れた。

## あらすじ
福岡市内で中州高校3年の生徒・田中がビルの屋上から飛び降り自殺した。翌日、マスコミの攻撃から学校の体面を守ろうとする校長は、全校生徒に田中の自殺の無意味さを説く。田中のクラスの3年7組は沈黙に包まれたが、担任の数学教師・伊原は何事もなかったように授業を始めようとする。そんな態度に激昂した城野安弘は伊原を殴り倒して学校を飛びだし、銃砲店に押し入って一丁のライフルを手にして戻ってくると、伊原をライフルで射殺。更に校内で発砲し、学校は血の惨劇の舞台と化した。女生徒・村上美穂子を人質に取った城野は学校と警察を相手に、銃撃による攻防戦を展開する。

## ロケ地
- 九州大学（福岡市東区）正門前
- 東京学芸大学附属高等学校 - 中洲高校とされる学校の外回り、屋上、中庭等
- 川端通り商店街（福岡市博多区）
- 櫛田神社・境内
- 西鉄福岡市内路面電車（貝塚駅）
- 中洲川沿い
- 中洲風俗街（中洲南新地）

## キャスト
- 城野安弘：山本茂
- 村上美穂子：浅野温子
- 小林勝市：内田稔
- 米重満州男：江角英明
- 伊原修：久富惟晴
- 県警特捜課長・栗田信：青木義朗
- 山内正勝：上田耕一
- 渋谷彰：椎谷建治
- 県警特捜主任・小島：石山雄大
- 広瀬圭介：高橋明
- 前川俊：沢田情児
- 池永：奥村公延
- 馬場：桑崎晃男
- 竹井：内田憲一
- 清末：門間一浩
- 田中祥二：杉崎和彦
- 丸山：梅地徳彦
- ランニングをしている男：吉原正皓
- ライフル隊班長：遠藤征慈
- 刑事：奥村公延、片岡五郎
- 警官：小池雄介、山西道広
- 右翼街宣車の男：飯島洋一、土方鉄人
- 教諭：浜口竜哉、佐藤了一、五條博
- 路地のおばちゃん：北川湛子
- 狙撃隊員：木島一郎、倉地雄平
- 県警本部長：谷口永伍
- 銃砲店の客：島村謙次
- 銃砲店店主：玉井謙介
- 城野安太郎：梅津栄（生徒・城野の父）
- 城野弘子：赤座美代子（生徒・城野の母）
- 徳田宗明：稲垣昭三
- 村上友代：宮下順子（女子生徒・村上美穂子の母）
- 徳田真美：遠藤薫
- 吉池民子：寺尾理恵
- 女生徒B：斉藤夕美、足立登美子
- 緒方国雄：河原崎長一郎
- 野次馬：泉谷しげる（※特別出演）
- その他：小早川晶子、斉藤建夫、近藤哲也、内藤進、金井昌幸、上田正雄、中沢逸人、小島洋子、織田俊彦、森洋二、梶原茂、中村知行、小高義人、清末裕之

## スタッフ
- 企画：進藤貴美男
- 製作：結城良煕、大屋龍二
- 監督：澤田幸弘、石井聰亙
- 脚本：神波史男
- 原案：石井聰亙、大屋龍二
- 撮影：山崎善弘
- 助監督：菅野隆
- 音楽：スペース・サーカス
- 擬斗：高倉英二、松尾昭
- 制作協力：狂映舎

## 製作
石井聰亙が高校時代に映写機・カメラとも急に普及し、高額だった8ミリ機材も比較的手に入りやすい状況となった。それでもいざ映画を作れば制作費は数十万円かかるため、高校時代は映画を撮ることはなかったが、日芸入学後に同時録音カメラやエルモ社のグランドモデルという劇場でも明るく大画面で16ミリと遜色なく上映できる映写機なども出たため、8ミリで『高校大パニック』を撮った。ちょうど長谷川和彦監督が、20代で『青春の殺人者』を撮り上げたことで、当時の映画ジャーナリズムが新しい時代の到来などと騒ぎ、『GORO』が長谷川に大学生が作った映画を見せ、『高校大パニック』を観た長谷川と石井の対談が組まれ、長谷川は石井の相談に乗った。1982年に共に「ディレクターズ・カンパニー」を設立したのはこうした経緯による。日比野幸子は「東映が柳町光男監督の『ゴッド・スピード・ユー! BLACK EMPEROR』を安く買い叩いて儲けたのを見た日活が、柳の下の泥鰌的発想で『高校大パニック』を日活で作らせたんだと思う」と述べている。8ミリ映画の劇場用35ミリのリメイクは初めてのケースとされた。石井のギャラは、企画・脚本料・スタッフ込みで日活としては破格の200万円。長谷川の日活時代の脚本料は一本15万円。

### 撮影
長谷川は「俺は大森一樹が『オレンジロード急行』を撮るときも石井が『高校大パニック』を撮るときも、二人にやめろと言ったんだ。赤子の首をひねるように、いいように撮影所にいてまわされる。そら、撮影所の見学はしたいだろうけども、見学したってあんまり実りはないから。8年も助監やってる俺が言うんだからな。しかしともかく見てきます、という感じで行ったわけだよ。石井は。大分メゲてたよな」 石井「全くそのとおりです」 長谷川「そのときの経験を石井はプラスにしたんだと思うよね。日活の撮影所で『お前どけ、そこで何やってんだ』とか言われて、僕も監督の一人です（笑）。それは辛いことだったろうと思う。それくらい石井も大森も撮影所にあこがれが強かったんですよ」 石井「確実にあったもの」 長谷川「逆に作品の中身の発想が、企業でも作れちゃうような、作りたくなるような映画だったわけだよな。だから『高校大パニック』は8ミリ版と35ミリ版が両方成立しちゃう」などと述べている。本作は石井と澤田幸弘の共同監督だが、石井は「実際にはまったく何もできませんでした」と話し、「触れてほしくない（?）過去」ともいわれる。

## 影響
同年4月には松竹が大森一樹に『オレンジロード急行』を監督させており、あいつぐ自主映画作家の大手撮影所進出は大きな話題を呼んだ。前年にはCF業界での多年の活躍を経て(したがって撮影所経験は豊富)ではあるが東宝の大林宣彦監督『HOUSE ハウス』もある。